# Палпунг

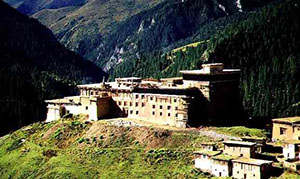
Монастырь Палпунг

Палпунг (тиб. དཔལ་སྤུངས།,Dpal-spungs) — монастырь школы Кагью тибетского буддизма, подшколы Карма Кагью, возглавляемой Тай Ситу. Палпунг расположен в уезде Деге (Гардзе-Тибетский автономный округ, провинция Сычуань, КНР). Название Палпунг означает «славное единение учения и практики».
Изначальный Палпунгский монастырь, который называется Бабанг, находится на некотором удалении от Деге, около границы с Тибетом. Он был основан в XII веке, и обладал ощутимым религиозным авторитетом и политическим влиянием многие сотни лет. Современный монастырь Палпунг Тхубтен Чокхор Линг расположен в Деге.
С монастырём Палпунг ассоциируется также конгрегация монастырей, рассредоточенных по всему миру.

## История
Современный монастырь Палпунг Тхубтен Чокхор Линг был основан предположительно в 1727 году царём Денба Церинои. Он является местоположением четырёх линий реинкарнации лам, в частности ламы Ситу Ринпоче или Тай Ситу, отсюда происходят также ламы Джамгон Конгтрул и Беру Кьенце Ринпоче. Храмовый комплекс исторически был связан с Кармапами: например, 16-й Кармапа Рангджунг Ригпе Дордже первоначально взошёл на трон в Палпунге, прежде чем отправиться в основную резиденцию в монастыре Цурпху в центральном Тибете.
В период расцвета в монастыре проживало более 1000 монахов, здесь был главный буддийский университет для всей окрестной области. В библиотеке монастыря хранится 324 000 текстов и более 10 150 изображений тангка. Ситу Ринпоче принадлежит стиль живописи Карма Гадри. Типография монастыря была второй по значению после знаменитой типографии Паркханг в Деге.
Монастырь был разрушен в 1950-е годы в процессе Культурной революции. В 1958 году он был взят под охрану государства, а в 1982 году восстановлен и открыт заново. В 1998—1999 годы монастырь причислен к памятникам мирового значения.

### Палпунг в Индии и палпунгская конгрегация

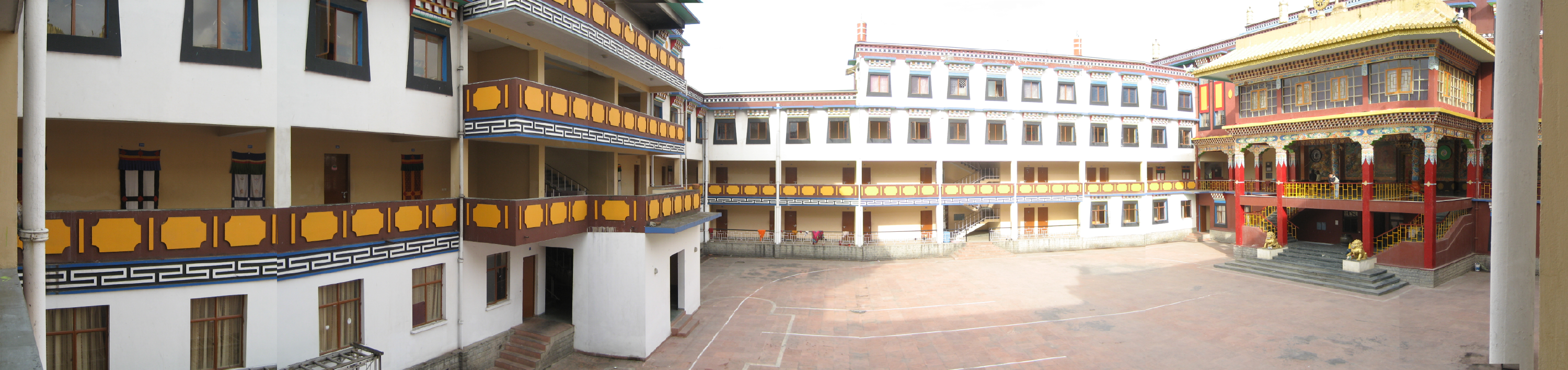
Монастырь Палпунг Шераб Линг в штате Химачал-Прадеш, Индия

16-й Тай Ситу бежал из Тибета в возрасте шести лет, в Индии он обучался у 16-го Кармапы. В 22 года он основал в изгнании монастырь Палпунг Шераб Линг в штате Химачал-Прадеш.
В этом монастыре проживают сейчас около 750 монахов, монастырь организует трёхлетние ретриты для монахов и монахинь.
Всего конгрегация палпунгских монастырей состоит из 180 храмов и монастырей в Китае и Тибете и их ответвлений в США, Европе, Азии и Австралии.